# Triumfetta mearnsii
Triumfetta mearnsii är en malvaväxtart som beskrevs av De Wild.. Triumfetta mearnsii ingår i släktet triumfettor, och familjen malvaväxter. Inga underarter finns listade i Catalogue of Life.